# 42998 Malinafrank
42998 Malinafrank è un asteroide della fascia principale. Scoperto nel 1999, presenta un'orbita caratterizzata da un semiasse maggiore pari a 2,5657618 UA e da un'eccentricità di 0,1447855, inclinata di 6,76385° rispetto all'eclittica.